# Simeó II de Bulgària
Simeó Borisov Sakskoburggotski (en búlgar: Симеон Борисов Сакскобургготски) o Simeó de Saxònia-Coburg-Gotha, anomenat també Simeó de Bulgària o Simeó II de Bulgària, és un polític búlgar i antic tsar o rei d'aquesta nació balcànica, nascut a Sofia el 16 de juny de 1937.

## Biografia
Fill del tsar Boris III i de la reina Joana de Savoia, com a hereu al tron i príncep de Tirnovo, va passar la seva infància amb els seus pares i la seva germana gran, la princesa Maria Lluïsa de Bulgària, al palau de Vrana, prop de Sofia. Va accedir al tron a l'edat de sis anys, després de la sobtada mort del seu pare després d'una entrevista amb Hitler, el 28 d'agost de 1943. El seu oncle el príncep Ciril va ser nomenat regent i, posteriorment, va ser assassinat pels comunistes.
Llavors la família reial (La Reina Joana, Simeó II i sa germana Maria Lluïsa) van romandre sota arrest al palau de Vrana. A les seves Memòries, la Reina Joana recorda que els soldats soviètics solien entretenir-se disparant a l'atzar en la direcció en què es passejaven els seus fills. El 15 de setembre de 1946 es va celebrar un referèndum tutelat per la presència de l'exèrcit i va declarar un 95% a favor de la creació d'una república comunista i l'abolició de la monarquia. Així que l'endemà la família va ser exiliada de Bulgària. No obstant això, Simeó II mai va signar cap document d'abdicació. La família reial va viatjar primer a Alexandria, a Egipte, on el pare de la Reina Joana, Víctor Manuel III d'Itàlia, també vivia a l'exili. Allà Simeó va assistir al Victoria College amb el també exiliat Príncep Leka d'Albània.

## Exili i casament a Espanya
Al juliol de 1951 el govern espanyol del General Franco li va oferir lloc a la família reial búlgara. Va estudiar a Espanya i als EUA i es va convertir en un home de negocis, directiu de la filial espanyola de Thomson. A més, es casà amb una aristòcrata espanyola, Margarita Gómez-Acebo, i van tenir cinc fills: Kardam, Kiril, Kubrat, Konstantin i Kalina.

## Política
Des d'Espanya, Simeó va mantenir relacions amb els exiliats búlgars i després de la caiguda del teló d'acer va incrementar els seus contactes amb tots els sectors de la vida política del seu país. No obstant això, no va tornar a Bulgària fins al 1996. Després de recuperar la ciutadania búlgara amb el nom de Simeó Boríssov Saxkoburggotski, va tornar a Bulgària definitivament el 2001 com a líder i candidat del partit Moviment Nacional Simeó II. A les eleccions parlamentàries del 24 de juliol d'aquell any el MNS obtingué 119 dels 240 escons i Simeó va ser nomenat Primer Ministre, essent l'únic cas en la història en què un rei destronat recupera el poder polític de manera republicana. Simeó no ha renunciat mai al tron. No obstant això, ha afirmat diverses vegades no pretendre la restauració de la monarquia.
Simeó Boríssov va perdre les eleccions legislatives següents, el 2005, sota un clima de qüestionament del seu govern de corrupció d'alguns dels seus ministres, on va resultar vencedor el Partit Socialista per majoria simple. Però la seva influència política és encara considerable i el seu partit és la segona força política del país i forma part de l'actual coalició de govern.